# Genoa Open Challenger 2008
Il Genoa Open Challenger 2008 è stato un torneo di tennis facente parte della categoria ATP Challenger Series nell'ambito dell'ATP Challenger Series 2008. Il torneo si è giocato a Genova in Italia dal 1° al 7 settembre 2008 su campi in terra rossa e aveva un montepremi di $35 000+H.

## Vincitori

### Singolare
Fabio Fognini ha battuto in finale  Gianluca Naso con il punteggio di 6–4, 6–3.

### Doppio
Gianluca Naso /  Walter Trusendi hanno battuto in finale  Stefano Galvani /  Domenico Vicini con il punteggio di 6–2, 7–6(2)